# 阿尔米尔
阿尔米尔是葡萄牙布拉加区的一个堂区。总面积5.18平方公里，总人口820人，人口密度158.3人/平方公里。